# Pajala distrikt
Pajala distrikt är ett distrikt i Pajala kommun och Norrbottens län. Distriktet ligger i och omkring Pajala i norra Norrbotten och gränsar till Finland.

## Tidigare administrativ tillhörighet
Distriktet inrättades 2016 och utgörs av en del av Pajala socken i Pajala kommun.
Området motsvarar den omfattning Pajala församling hade vid årsskiftet 1999/2000 och som den fick 1914.

## Tätorter och småorter
I Pajala distrikt finns en tätort och sju småorter.

### Tätorter
- Pajala

### Småorter
- Aareavaara
- Juhonpieti och Erkheikki
- Kaunisvaara
- Liviöjärvi
- Sattajärvi
- Sattajärvi norr
- Sattajärvi norra